# タイププロジェクト
タイププロジェクト株式会社はフォント製作会社。

## 概要
フォント制作会社。

## 沿革
2001年4月にタイププロジェクトとして創立。

2001年9月に初の製品である、AXIS Fontを発表。

2002年9月にポーラ美術館サイン用書体を製作。

2005年1月に株式会社ポーラ コーポレート・スローガン「肌に美しい未来を」制作。

2007年2月にドライバーズフォントを発表。

2007年9月にAXIS Font コンデンスを発売開始。

2008年12月にタイププロジェクト株式会社を設立。

2009年1月にAXIS Font コンデンスを発売開始。

2009年6月に都市フォントプロジェクト（金シャチフォント、濱明朝）を発表。

2009年11月にAXIS Latin Proをリリース。

2010年10月に金シャチフォント展を名古屋で開催。

2012年10月にアジャスタブル技術を発表。

2014年2月にTP明朝を発売開始。

2014年12月にAXIS Font ProNを発売開始。

2015年4月にTP明朝フィットフォントを発売開始。

2015年8月に東京シティフォントを発表。

2015年9月にAXISフィットフォントを発売開始。

2016年4月にDrop&Type 1.0を発売開始。

2016年11月にDrop&Type 2.0を発売開始。

2017年1月にAXISラウンド 50を発売開始。

2017年3月にAXISラウンド 100を発売開始。

2017年4月にTPスカイを発売開始。

2017年6月にSST JPを発売開始。

2017年7月に濱明朝を発売開始。

2017年10月にアカデミックプランを提供開始。

2017年11月にAXISラウンド コンデンス・コンプレスを発売開始。

2017年11月に法人プランを提供開始。

2018年4月にTPスカイ コンデンス・コンプレスを発売開始。

2018年10月に年間定額サービスであるTPコネクトを提供開始。

2019年5月にTPスカイラウンドを発売開始。

2019年5月にTPスカイを加えてフィットフォントサービスを拡張。

2019年7月に環境省へ国立公園用専用フォント「TP国立公園明朝」を提供。

2021年6月にTPスカイ クラシックを発表。

## 主なフォント
- TPスカイ
- TPスカイラウンド
- TP明朝
- AXIS Font
- AXISラウンド
- AXIS Latin Pro
- 東京シティフォント
- 金シャチフォント
- 濱明朝
- SST JP
- TP国立公園明朝